# Mohamed Abdullahi Mohamed

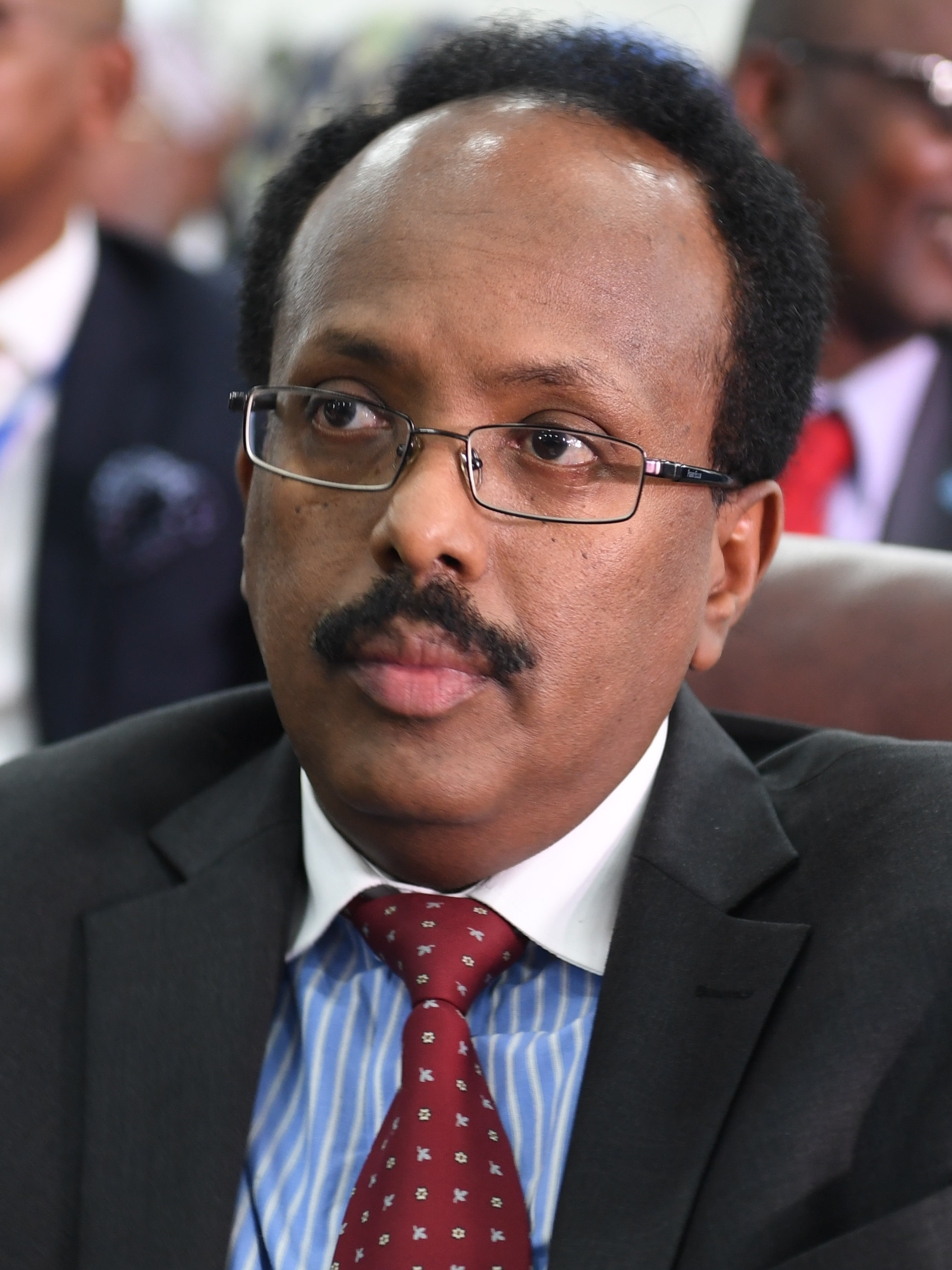
Mohamed Abdullahi Mohamed, genannt Farmajo

Mohamed Abdullahi Mohamed (somalisch Maxamed Cabdulaahi Maxamed, Kurzname Farmajo; * 1962 in Mogadischu) ist ein somalischer Politiker. Er war von Oktober 2010 bis Juni 2011 Premierminister von Somalia. Am 8. Februar 2017 wurde er zum neuen Präsidenten des Landes gewählt. Ab 16. Februar 2017 war er Präsident Somalias, vom 8. Februar 2021 bis Amtseinführung seines Nachfolgers am 9. Juni 2022 jedoch nur amtierender Präsident. Seit Ablauf seiner ursprünglichen Amtszeit erkannten die Bundesstaaten Puntland und Jubaland Mohamed nicht mehr als Präsidenten Somalias an.

## Biografie
Mohamed wurde 1962 in Mogadischu geboren und stammt aus einem Clan in der Gedo-Region im Südwesten Somalias. Er ist muslimischen Glaubens und hat sowohl die somalische als auch die amerikanische Staatsbürgerschaft.
1985–1989 war er Finanzbeamter in der somalischen Botschaft in den USA und arbeitete vor seiner Emigration in die USA 1990 im Außenministerium von Somalia.
Von 1989 bis 1993 studierte er an der Universität Buffalo Geschichte und schloss sein Studium als Bachelor ab. In dieser Zeit erlangte er die amerikanische Staatsbürgerschaft. Zudem besitzt er einen Master of Arts in Politikwissenschaften, den er mit der Masterarbeit U.S. Strategic Interest in Somalia from the Cold War to the War on Terror (zu Deutsch: ‚Strategische Interessen der USA in Somalia vom Kalten Krieg bis zum Krieg gegen den Terror‘)  erlangte.
Von 1994 bis 1997 arbeitete er bei der Wohnungsverwaltung der Stadt Buffalo als Finanzbeauftragter, von 1995 bis 1999 in einem Bleientsorgungsprogramm. Von 2000 bis 2002 war er im Gleichstellungsbüro der Erie County beschäftigt und danach in der Verkehrsabteilung in Buffalo tätig.
Mohamed ist verheiratet und hat zwei Söhne und zwei Töchter.

## Politische Laufbahn
Am 14. Oktober 2010 wurde er von Präsident Sharif Sheikh Ahmed zum Premierminister Somalias ernannt, nachdem sein Vorgänger Omar Abdirashid Ali Sharmarke nach internen Streitigkeiten sein Amt niedergelegt hatte. Wegen seines relativ jungen Alters und seiner Erfahrungen in den USA fand seine Ernennung positive Resonanz. Am 31. Oktober wurde Mohamed vom Parlament gewählt.
Sein neues Kabinett umfasste nur noch 18 Minister im Gegensatz zu 40 Ministern bei seinem Vorgänger. Es wurden zudem nur zwei alte Minister ins neue Kabinett aufgenommen. Unter anderem wurden folgende Posten vergeben:
In einer Rede sagte er, dass die Wiederherstellung der Sicherheit in Somalia oberste Priorität habe. Zudem kündigte er an, verstärkt gegen die Korruption in der Regierung vorzugehen.

### Wahlen 2017
Die Parlamentswahl wurde von Experten als eines der korruptesten politischen Ereignisse in der Geschichte des Landes angesehen. Inmitten weit verbreiteter Berichte über Stimmenkauf schätzten die Ermittler, dass mindestens 20 Millionen US-Dollar als Bestechungsgelder gezahlt wurden. Ein Großteil des verwendeten Geldes kam von ausländischen Nationen mit Interessen in Somalia, die hofften, dass die von ihnen finanziell unterstützten Kandidaten ihre Interessen durchsetzen würden. Nach dem Sitzen stimmte das Parlament darüber ab, wer Präsident werden würde.
Mohameds Wahlkampf wurde von Katar stark unterstützt, und die katarische Währung wurde von Fahad Yasin in Mohameds Wahlkampf geleitet. Mohamed gewann im zweiten Wahlgang die Präsidentschaft. Mohamed hatte sich für die Versprechen einer neuen Verfassung, einer Person, einer Stimme und der Abschaffung von Al-Shabaab eingesetzt.

### Amtszeitverlängerung
Mohameds Amtszeit endete turnusgemäß im Februar 2021. Streitigkeiten über die Machtverteilung der einzelnen regionalen Gruppierungen verhinderten aber die Ansetzung einer Präsidentenwahl; Gespräche über einen möglichen Wahlmodus zogen zu hin. Dieses führte zu teilweise gewaltsamen Protesten gegen Mohamed. Am 19. Februar eröffneten die Regierungstruppen das Feuer auf friedliche Demonstranten, die gegen die Wahlverzögerungen demonstrierten. Oppositionskandidaten behaupteten, Mohamed habe versucht, sie bei den Demonstrationen ermorden zu lassen, und sagte, er inszeniere einen Putsch.
Am 25. April 2021 brach erneut Gewalt aus, als somalische Milizen gegen die Verlängerung der Amtszeit von Mohamed gegen Sicherheitskräfte der Regierung kämpften. Die Opposition machte Angriffe auf die Häuser von zwei ihrer Führer für die Eskalation verantwortlich, während der somalische Minister für innere Sicherheit dementiert hatte, dass die Regierung angegriffen hatte, und die Schuld auf unbekannte ausländische Länder schob.
Nach dreitägigen Zusammenstößen in Mogadischu, die zu einer Spaltung der Sicherheitskräfte und zur Flucht von 60.000 bis 100.000 Menschen führten, kündigte Mohamed an, seine Amtszeit nicht weiter um zwei Jahre verlängern zu wollen. Zur Beendigung der Verfassungskrise wurde Premierminister Mohamed Hussein Roble mit der Organisation einer Präsidentenwahl beauftragt. Im November 2021 begannen Abstimmungen zur Besetzung der beiden Kammern des Bundesparlaments, die dann den Präsidenten wählen sollen. Inzwischen war es aber zu einem Zerwürfnis zwischen Mohamed und Roble gekommen, beide warfen sich gegenseitig Amtsmissbrauch vor. Am 27. Dezember 2021 entließ Mohamed seinen Premierminister.

### Wahlen 2022
Bei den Wahlen am 16. Mai 2022 unterlag Mohamed seinem Konkurrenten und Vorgänger Hassan Sheikh Mohamud.

## Kontroversen
Als Premierminister geriet er im Dezember 2010 in die Kritik, weil seine Regierung ohne die Zustimmung des Parlaments Verträge mit zwei ausländischen Firmen geschlossen hatte. Dabei handelte es sich um einen Auftrag für die Ausbildung der Präsidentengarde mit der Sicherheitsfirma Saracen International sowie die Vergabe der Verwaltung des Flughafens Mogadischu an die Firma SKS.

### Versuch einer Amtsenthebung
Im Dezember 2018 reichte der Gesetzgeber einen Amtsenthebungsantrag gegen Mohamed ein. Die Ankündigung erfolgte nach einer Razzia gegen den Oppositionsführer Abdirahman Abdishakur Warsame, ein Mitglied des rivalisierenden Habar-Gidir-Clans. Der Antrag wurde schließlich für ungültig erklärt, nachdem vierzehn der Abgeordneten, deren Namen darauf erschienen, behaupteten, sie hätten ihn nie unterzeichnet.

### Beziehungen zwischen Kenia und Somalia
Im Dezember 2020 beschuldigte Mohamed Kenia der Einmischung in die inneren Angelegenheiten Somalias in einem diplomatischen Streit, der dazu führte, dass Somalia die diplomatischen Beziehungen zum benachbarten Kenia abbrach und kenianischen Diplomaten sieben Tage Zeit gab, Mogadischu zu verlassen. Die kenianische Regierung wies die Vorwürfe zurück und sagte, die somalische Regierung sei Kenia gegenüber undankbar für die Unterstützung, die ihr Land den somalischen Flüchtlingen und seinen Bemühungen um Frieden in Somalia geleistet habe. Ein Bericht der Untersuchungskommission der IGAD fand keine Hinweise darauf, dass sich Kenia in die Angelegenheiten Somalias einmischte.

### Unterstützung für Äthiopiens Militär in Tigray
Berichte über schätzungsweise 4000 bis 7000 angehende somalische Soldaten, die in Tigray kämpfen, führten zu Protesten in Mogadischu. Die Demonstranten, bestehend aus Familien von Soldaten, gaben an, keinen Kontakt zu ihren Angehörigen gehabt zu haben, seit sie zur Ausbildung in Eritrea oder zur Sicherheitsarbeit in Katar abgereist sind. Äthiopien und Somalia bestreiten, dass irgendwelche somalischen Soldaten an dem Konflikt beteiligt sind. Im Juni 2021 bestätigte der UNHCR, dass somalische Truppen aus Eritrea abgezogen wurden, um in Tigray zu kämpfen.

### Pressefreiheit
Amnesty International hat im Februar 2020 einen Bericht mit dem Titel „Wir leben in ewiger Angst“ erstellt, der sich auf die Verschlechterung der Pressefreiheit im Land seit dem Amtsantritt von Präsident Mohamed im Februar 2017 konzentriert.

### Klagen
Beim Internationalen Strafgerichtshof in Den Haag wurden vier Fälle gegen die Regierung von Somalia unter der Verwaltung von Mohamed wegen Verbrechen gegen die Menschlichkeit und schweren Menschenrechtsverletzungen während seiner Amtszeit eingegangen und registriert. Die Fälle wurden im September 2021 von einer Gruppe internationaler Anwälte unter der Leitung von Yusuf Abdi Farah beim IStGH eingereicht. Anwälte arbeiten an drei weiteren Fällen.

## Auszeichnungen und Ehrungen
Bei der UN-Vollversammlung 2019 in New York erhielt Mohamed gemeinsam mit den Mitempfängern Abiy Ahmed, Premierminister von Äthiopien, und Isaias Afwerki, Präsident von Eritrea, den Concordia Leadership Award.

## Belege
1. ↑  Farmajo gewinnt Präsidentenwahl , Frankfurter Allgemeine Zeitung, 8. Februar 2017.
2. ↑  New Somali President Inaugurated, Warns of Famine. Abgerufen am 9. August 2022 (englisch).
3. ↑  http://english.aljazeera.net/news/africa/2010/10/20101014151118984278.html
4. 1 2  buffalonews.com (Memento vom 20. Oktober 2010 im Internet Archive)
5. 1 2  Archivierte Kopie (Memento vom 27. November 2010 im Internet Archive)
6. 1 2  wgrz.com (Memento vom 9. Februar 2013 im Webarchiv archive.today)
7. ↑  http://english.aljazeera.net/news/africa/2010/10/2010103112257922232.html
8. ↑  http://news.xinhuanet.com/english2010/world/2010-11/13/c_13604352.htm
9. ↑  Archivierte Kopie (Memento des Originals vom 14. Mai 2011 im Internet Archive)  Info: Der Archivlink wurde automatisch eingesetzt und noch nicht geprüft. Bitte prüfe Original- und Archivlink gemäß Anleitung und entferne dann diesen Hinweis.
10. ↑  http://www.allheadlinenews.com/briefs/articles/90029659@1@2Vorlage:Toter+Link/www.allheadlinenews.com+(Seite+nicht+mehr+abrufbar,+festgestellt+im+Mai+2019.+Suche+in+Webarchiven) Datei:Pictogram+voting+info.svg Info:+Der+Link+wurde+automatisch+als+defekt+markiert.+Bitte+prüfe+den+Link+gemäß+Anleitung+und+entferne+dann+diesen+Hinweis.
11. ↑  Jeffrey Gettleman: Fueled by Bribes, Somalia’s Election Seen as Milestone of Corruption. In: The New York Times. 7. Februar 2017, ISSN 0362-4331 (nytimes.com [abgerufen am 7. November 2021]).
12. ↑  Fahad Yaasiin: Taliyaha awoodda badan ee aan wax badan laga ogeyn. In: BBC News Somali. (bbc.com [abgerufen am 7. November 2021]).
13. 1 2  Somali president in poll U-turn to stop Mogadishu clashes. In: BBC News. 28. April 2021 (bbc.com [abgerufen am 7. November 2021]).
14. ↑  Somali security forces fire on protest over delayed election. 19. Februar 2021, abgerufen am 7. November 2021 (englisch).
15. ↑  Declan Walsh, Hussein Mohamed: Gunfire Erupts in Mogadishu as Somalia’s Political Feud Turns Violent. In: The New York Times. 25. April 2021, ISSN 0362-4331 (nytimes.com [abgerufen am 7. November 2021]).
16. ↑  Machtkampf zwischen Präsident und Regierungschef in Somalia spitzt sich zu, Deutsche Welle, 27. Dezember 2021.
17. ↑  http://www.garoweonline.com/artman2/publish/Somalia_27/Somalia_PM_to_face_Parliament_over_security_training_airport_deals.shtml
18. ↑  Somali lawmakers seek to impeach president amid political crisis. In: Reuters. 20. Dezember 2017 (reuters.com [abgerufen am 7. November 2021]).
19. ↑  Somalia rejects probe report on tiff with Kenya. Abgerufen am 7. November 2021.
20. ↑  Somalia: SNA recruits fought in Tigray - UN report. 8. Juni 2021, abgerufen am 7. November 2021 (englisch).
21. ↑  Anna Pujol-Mazzini: Somali men 'forced into Eritrean army' under impression they were signing up for security jobs in Qatar. In: The Telegraph. 29. Januar 2021, ISSN 0307-1235 (telegraph.co.uk [abgerufen am 7. November 2021]).
22. ↑  Somali Journalists Say President’s Remarks Put Them at Risk. Abgerufen am 7. November 2021 (englisch).
23. ↑  International lawyers sue Farmaajo govt over crimes against humanity. In: Somali Affairs. 26. September 2021, archiviert vom Original (nicht mehr online verfügbar) am 21. Oktober 2021; abgerufen am 7. November 2021 (amerikanisches Englisch).  Info: Der Archivlink wurde automatisch eingesetzt und noch nicht geprüft. Bitte prüfe Original- und Archivlink gemäß Anleitung und entferne dann diesen Hinweis.
24. ↑  Somali leader receives Concordia Leadership Award in US. Abgerufen am 7. November 2021.

| Personendaten    | Personendaten                                                          |
| ---------------- | ---------------------------------------------------------------------- |
| NAME             | Mohamed, Mohamed Abdullahi                                             |
| ALTERNATIVNAMEN  | Maxamed, Maxamed Cabdulaahi (somalisch); Farmajo (Kurzname)            |
| KURZBESCHREIBUNG | somalischer Politiker, Premierminister der Übergangsregierung Somalias |
| GEBURTSDATUM     | 1962                                                                   |
| GEBURTSORT       | Mogadischu                                                             |